# Eva Jiřička
Eva Jiřička (* 25. srpna 1979 Praha) je česká umělkyně, videoartistka a performenka.

## Tvorba
Tvorba Evy Jiřičky je založena především na konceptuálním uvažování. Zabývá se zejména videoartem a performancemi. Často se pohybuje na rozhraní několika žánrů. V poslední době se věnuje převážně performance s využitím cizích předmětů a cizích lidí. Svou tvorbu dokumentuje fotografiemi a také videem. Hlavním tématem, který se objevuje v její práci je porozumění druhým. Jde jí především o narušení myšlenkového prostoru lidí kolem, o rozbití zažitých skutečností a o vytržení z rutiny. Ke svým projektům často využívá veřejná místa, nejvíce rušné ulice.

## Studium a stáže
- 2006 diplom Akademie výtvarných umění, Praha
- 2005–2007 Akademie výtvarných umění Wien, AT
- 2000–2006 Akademie výtvarných umění, Praha

## Samostatné výstavy
- 2011 Pan Toman, Galerie 207, Praha
- 2009 Oči jako diamanty (with David Kellner AT, Adrien Tirtiaux AT/BE) MeetFactory, CZ
- 2009 Brm, brm nediv se, (One day happening) Benzinka CZ
- 2008 Moving target, Galerie mladých, Brno
- 2006 Hexenschuß, Galerie etc., Praha
- 2006 To, co jste o Jelení nevěděli, Galerie Jelení, Praha
- 2006 Jiřička & Laštovka Galerie Nod, Praha

## Kolektivní výstavy
- 2012 Poslední prostor pro člověka, Karlín studios
- 2012 Začátek století, Masné krámy, Plzeň
- 2012 Ostrovy odporu. Mezi první a druhou moderností 1985–2012, NG, Praha
- 2011 Perspectiva slepého oka, Casa Masaccio, Itálie
- 2011 Prague Biennale 5, Microna, Praha
- 2011 Jak začít od začátku (selži znova a lépe), Futura, Česko
- 2011 Čí je to město? Karlín studios
- 2010 One Day You Will Lose It All, 4+4 dny v pohybu, Česko
- 2010 Ekonomie nechtěných přátelství Karlín studios
- 2010 Some sabotage strategies from central europe, Opera Rebis Roma, Itálie
- 2010 Altruismus, Bonner kunstverein, Německo
- 2010 Prostor Z(I)LIN(A), Česko
- 2009 Zlínský salon mladých
- 2009 Übersetzungsparadoxien und Missverständnisse, Shedhalle, Švýcarsko
- 2008 Move on, Galerie Futura
- 2008 Videocz. projectSPACE gallery, Bratislava
- 2007 Hrubý domácí produkt, Národní knihovna v Praze
- 2007 Zodiac (+ Mark Ther, Evžen Šimera), Karlín Studios, Praha
- 2007 Politiky přátelství, Galerie Šternberk, Šternberk
- 2007 1/4 Hungarian, Liget Gallery, Budapešť
- 2007 Indext of delight, Moskva
- 2007 Petersburg biennale – art club, Rusko
- 2006 Účel, Galerie AVU Praha
- 2006 Kurzfilme österreichischer Medienhochschulen, MAK Vídeň, Rakousko
- 2006 Land locked, LCC Well Gallery Londýn
- 2006 Czechpoint, galerie NoD, Praha
- 2005 Sell me buy me, Galerie AVU, Praha
- 2005 Rather work than celebrate, Künstlerhaus Passage, Vídeň, Rakousko